# Voro López i Verdejo
Joan Salvador López i Verdejo, conegut com a Voro López i Verdejo (Pinedo, 19 de setembre de 1963 - València, 22 de febrer de 2024), fou un filòleg i escriptor valencià. Destacà pel seu discurs en favor del regionalisme blaverista i com una de les veus més contràries a l'Acadèmia Valenciana de la Llengua (AVL) i al consens científic sobre la pertinença del valencià com a part de la unitat de la llengua catalana.
Acadèmic de número de la Real Acadèmia de Cultura Valenciana (RACV), fon president de la Secció de Llengua i Lliteratura Valencianes de Lo Rat Penat i secretari de l'Associació d'Escritors en Llengua Valenciana. Escrigué diverses antologies poètiques i articles filològics, a banda de l'obra Diccionari General de la Llengua Valenciana, que fon el resultat d'onze anys de treball. Eixa obra és un diccionari normatiu per al valencià que no seguix la normativa oficial de l'Acadèmia Valenciana de la Llengua, sinó la normativa pròpia de la Real Acadèmia de Cultura Valenciana —les conegudes com a Normes del Puig.
Exercí d'assessor de María Dolores García Broch en l'Ajuntament de València i també de Vicent González i Lizondo en les Corts Valencianes, dos polítics d'Unió Valenciana. En 1999, juntament amb una important representació d'acadèmics de la RACV, firmà un manifest de suport i reconeixement valencianista a Eduardo Zaplana, que es feu públic poc abans de les eleccions a les Corts Valencianes de 1999. Tanmateix, aquell suport no es traduí en una afinitat de Zaplana cap a esta institució; la Generalitat Valenciana de llavors apostà per la constitució de l'AVL com a ens normatiu, d'acord amb els criteris acadèmics i lingüístics que regixen català i valencià com a variants d'una mateixa llengua. Des d'aquell moment i fins a la seua mort per causa d'un ictus, López i Verdejo es convertí en un dels referents de confrontació contra la nova institució normativa, contra qualsevol apropament filològic entre RACV i AVL i també contra la línia de política lingüística dels posteriors governs valencians, amb al·lusions fonamentades en cherry-picking i «mots genuïns» sobre perquè valencià, català i balear (en línia amb les tesis gonelles) no eren la mateixa llengua.
López i Verdejo rebé diversos guardons en els Jocs Florals de Lo Rat Penat, i també amb el Premi Fullana, el Vicent González i Lizondo, el Premi d'Investigació Ajuntament de València, el Premi d'Investigació Ajuntament de Paterna, el Premi d'Investigació Jaume Roig (2003), III Milenari de Paraula d'Óc i l'Escriptor de l'any 1997 que atorga l'Associació d'Escriptors en Llengua Valenciana.

## Obres
És autor de les obres següents:
- Sense pèls en la llengua. El llibre roig de la llengua valenciana. L'Oronella - Foment de les Lletres Valencianes; 2017.
- Cent anys de normativa valenciana. València: Lo Rat Penat; 2011.
- Diccionari general de la llengua valenciana. València: RACV; 2010.
- El parlar de l'Horta de Valéncia dins del dialecte apichat. València: RACV; 2004.
- ¿Saps que--? València: RACV; 2003.
- La filosofia llingüística de Carles Salvador, Lluïs Revest i Josep Giner. València: RACV; 2001.
- Tractat de mètrica valenciana. València: Del Senia al Segura; 1999.
- Normes ortografiques de la R.A.C.V. o Normes del Puig. València: RACV; 1998.
- «For sale» i uns atres contes. València: Editorial L'Oronella; 1998.
- Corcam. Altea: Aitana; 1998
- Endevina endevinalla... Endevinalles valencianes. València: Del Senia al Segura; 1997.
- Proposta d'un «standard» oral valencià. València: Editorial L'Oronella; 1997.
- Conte contat. Rondallística. Nova Valencia. València 1989. (coautor amb Chimo Lanuza Ortuño)